# Georg Teibler

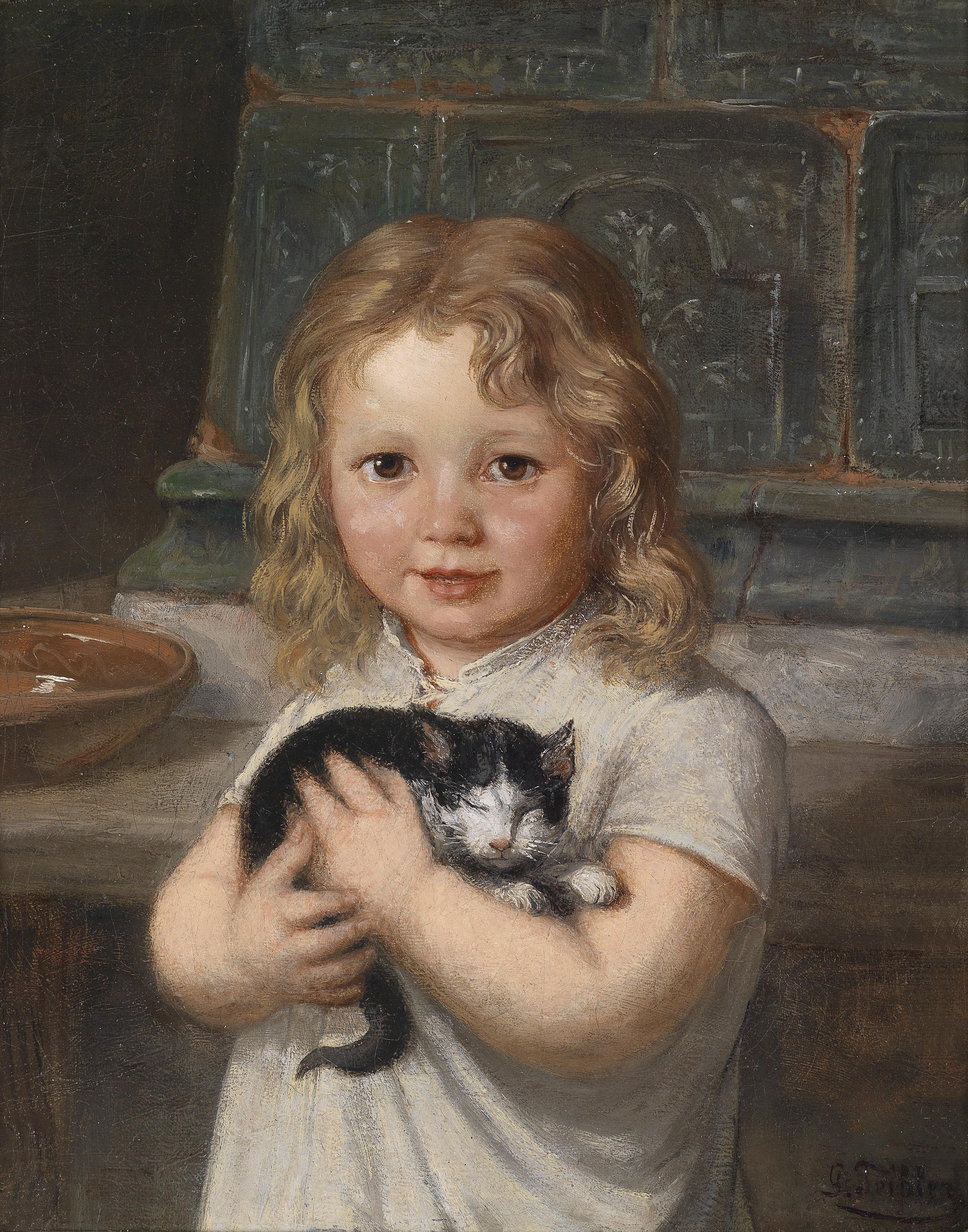
Mädchen mit Katze

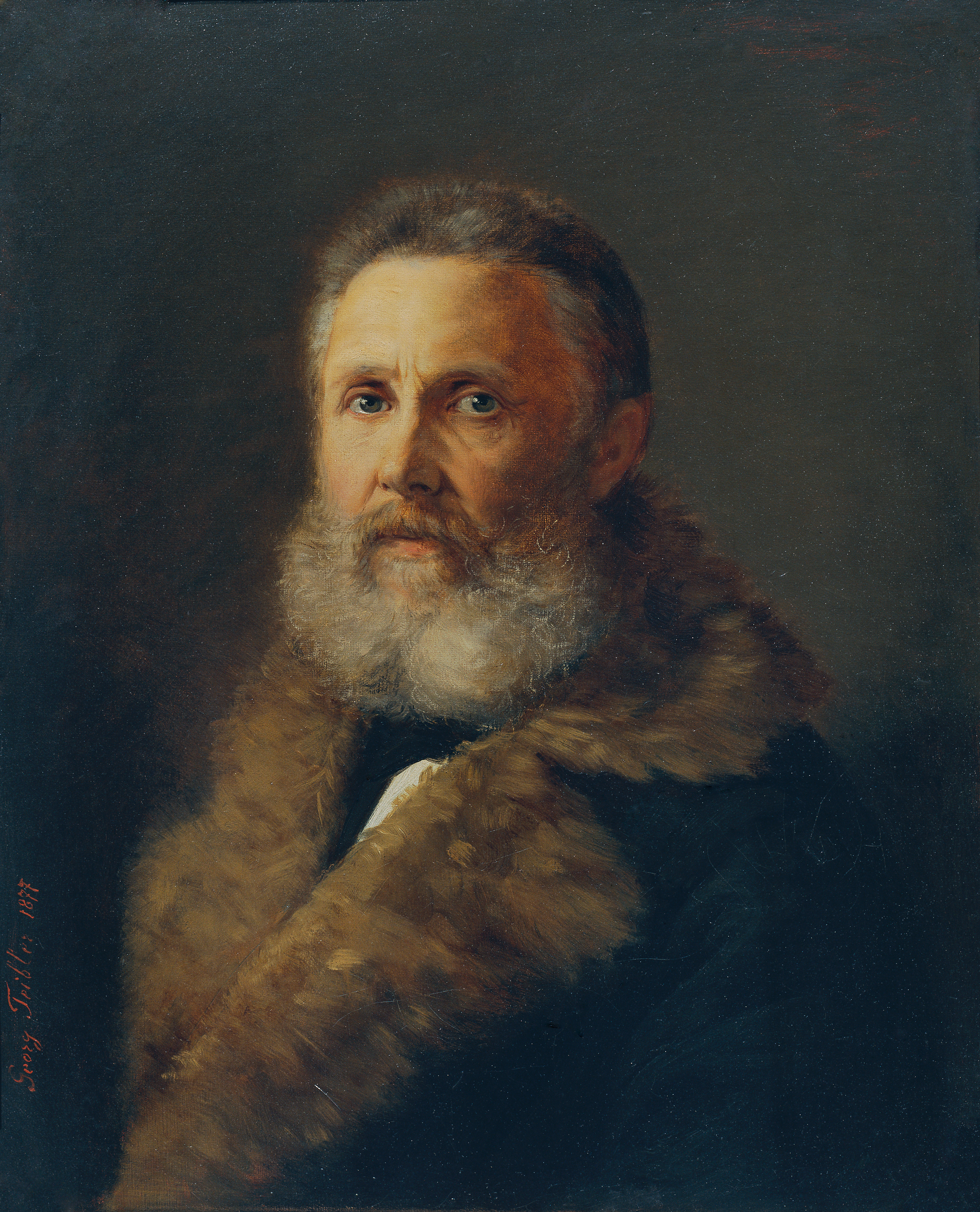
Carl Teibler 1877

Georg Teibler (* 4. Dezember 1854 in Perchtoldsdorf; † 18. Dezember 1911 ebenda) war ein österreichischer Bildnis-, Genre- und Historienmaler.

## Leben und Wirken
Teibler war ein Sohn des Bildnis- und Historienmalers Carl Teibler. Er studierte an der Akademie der Bildenden Künste Wien bei Carl Wurzinger, Eduard von Engerth, Karl von Blaas und Peter Johann Nepomuk Geiger.
Dank eines Staatsstipendiums verbrachte Teibler das Jahr 1882 in Rom. Bis 1885 war er in Wien tätig, danach siedelte er nach Perchtoldsdorf um, wo er in der Scholaugasse ein Atelier besaß.
Er fertigte unter anderem 1877 ein Porträt seines Vaters an, das 1905 für die Gemäldegalerie des Allerhöchsten Kaiserhauses erworben und in der Abteilung „Gemälde moderner Meister“ ausgestellt wurde. Aus dem Jahr 1909 existiert ein Ölgemälde mit dem Titel Christus am Kreuz, das als Altarbild (235 × 165 cm) für die Perchtoldsdorfer Spitalskirche interpretiert wurde und sich seit 2014 im Besitz des Museums in Perchtoldsdorf befindet.
Auch Teiblers Enkel Robert Colnago (1935–2019) wurde Maler.

## Ehrungen
- In Teiblers Heimatort Perchtoldsdorf wurde die G.-Teibler-Gasse nach ihm benannt[2].